# Voornaamwoordelijk bijwoord
Een voornaamwoordelijk bijwoord is een combinatie van een bijwoord en een voorzetselbijwoord. Het wordt gevormd op basis van een voorzetsel gevolgd door een voornaamwoord, waarbij de volgorde wordt omgedraaid. Het op deze manier vormen van woorden gebeurt vooral veel in West-Germaanse talen. 

## Geschiedenis
In het algemeen wordt aangenomen dat voornaamwoordelijke bijwoorden in de periode 500-1000 n. Chr. ontstonden in de Noord- en West-Germaanse talen. In de meeste van deze talen komen voornaamwoordelijke bijwoorden tot op heden voor, maar in het Nederlands heeft het op deze manier vormen van woorden de meeste voet aan de grond gekregen. 

## Engels
In het Engels is het gebruik ervan voornamelijk beperkt tot de juridische schrijftaal en worden voornaamwoordelijke bijwoorden veelal als verouderd en vaktalig gezien. 
In het Nieuwengels zijn therefore ‘bijgevolg, aldus’, whereby ‘waardoor, (al)zo’, thereby ‘(al)zo’, thereafter ‘daarna’ en heretofore ‘hiertevoren’ voorbeelden van redelijk veel gebruikte voornaamwoordelijke bijwoorden. Thereupon heeft de temporele betekenis van ‘daaropvolgend’ ontwikkeld.

## Duits
In het Duits is het gebruik van voornaamwoordelijke bijwoorden wat frequenter en alledaagser dan in het Engels, maar de groep is er veel kleiner dan in het Nederlands en vormt daarnaast een min of meer gesloten woordklasse, die bovendien – anders dan in andere Germaanse talen – in meer of mindere mate als ongeleed wordt ervaren.
Voorbeelden van redelijk gangbare voornaamwoordelijke bijwoorden in het Duits zijn damit, davon, dabei en darin.

## Nederlands
In het Nederlands is de ontwikkeling van voornaamwoordelijke bijwoorden het verste voortgeschreden en vormen ze een relatief grote groep met een hoge gebruiksfrequentie. Enkele alledaagse voorbeelden:
- over dat → daarover
- over wat → waarover
- om dat → daarom (cf. Engels therefore)
- in dat → daarin (cf. Engels therein, Duits darin)

Het voornaamwoordelijke bijwoord kan in het Nederlands ook nog worden gesplitst door een ander zinsdeel, waardoor het dus weer "uiteenvalt" in zijn oorspronkelijke afzonderlijke delen. Bijvoorbeeld:
- Dit is niet datgene waarover het gaat → Dit is niet datgene waar het over gaat.